# Zwettl
Zwettl este un oraș în Austria.

## Monumente

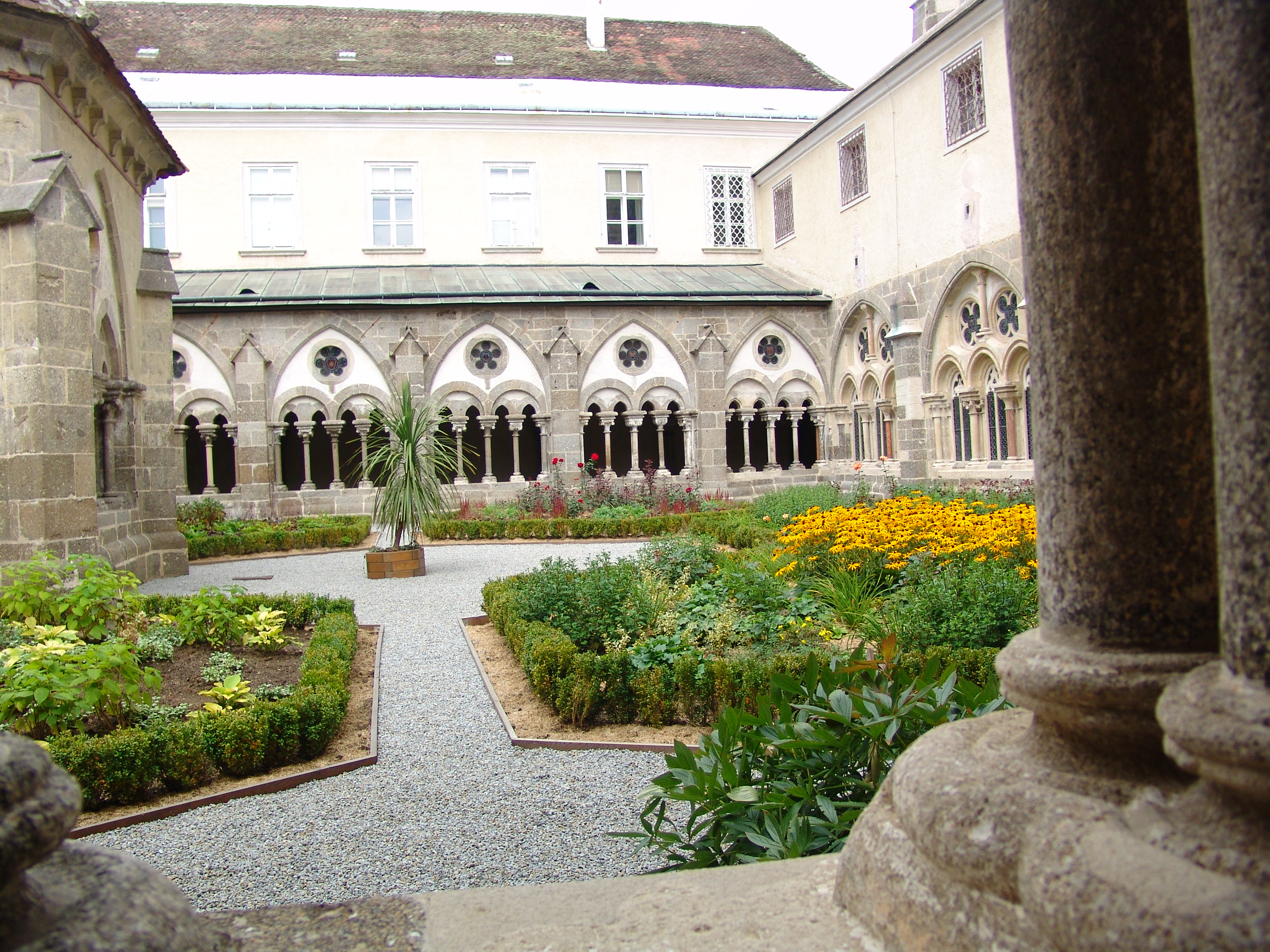
Zwettl (mănăstirea)

- Mănăstirea Zwettl